# Correbia elongata
Correbia elongata là một loài bướm đêm thuộc phân họ Arctiinae, họ Erebidae.